# Беренде-Извор
Беренде-Извор (болг. Беренде извор) — село в Болгарии. Находится в Софийской области, входит в общину Драгоман. Население составляет 32 человека.

## Политическая ситуация
В местном кметстве Калотина, в состав которого входит Беренде-Извор, должность кмета (старосты) исполняет Лидия Естова Божилова (независимый) по результатам выборов.
Кмет (мэр) общины Драгоман — Соня Стоянова Дончева (Болгарская социалистическая партия (БСП)) по результатам выборов.